# Cantagallo (Toscana)
Cantagallo és un comune (municipi) de la província de Prato a la regió italiana de la Toscana, situat a uns 30 km al nord-oest de Florència i 15 km al nord de Prato.
El terme municipal té una superfície de 95,67 km² i una població de 3.092 habitants a 31 de desembre de 2021.
Cantagallo limita amb els següents municipis: Barberino di Mugello, Camugnano, Montale, Montemurlo, Pistoia, Sambuca Pistoiese, Vaiano i Vernio.